# Demetrios Christodoulou
Pour les articles homonymes, voir Christodoulou.
Demetrios Christodoulou (en grec Δημήτριος Χριστοδούλου, Dimítrios Khristodoúlou ; né le 19 octobre 1951) est un mathématicien et physicien grec connu pour sa preuve, avec Sergiu Klainerman, de la stabilité non linéaire de l'espace-temps de Minkowski de la relativité restreinte dans le cadre de la relativité générale.

## Formation
Christodoulou est né à Athènes et a obtenu son doctorat en physique de l'université de Princeton, en 1971, sous la direction de John Wheeler. Après des postes temporaires à Caltech, au CERN et à l'Institut Max-Planck pour la physique, il est devenu professeur de mathématiques, d'abord à l'université de Syracuse, puis au Courant Institute of Mathematical Sciences, et à l'université de Princeton, avant de prendre son dernier poste en tant que professeur de mathématiques et de physique à l'EPF de Zurich en Suisse. Il est professeur émérite depuis le mois de janvier 2017. Il est titulaire d'une double citoyenneté grecque et américaine.

## Travaux
En 1993, il a publié un livre coécrit avec Klainerman dans lequel ils  présentent en détail la preuve extraordinairement difficile du résultat de la stabilité. Cette année, il est lauréat du prix MacArthur de la fondation MacArthur. En 1991, il a publié un article, qui montre que les masses test d'un détecteur d'onde gravitationnelle subit en permanence des déplacements relatifs après le passage d'un train d'onde gravitationnelle, un effet qui a été nommé « effet mémoire non linéaire ». Dans la période 1987-1999, il a publié une série d'articles sur l'effondrement gravitationnel d'un champ scalaire auto-gravitant ayant une symétrie sphérique et sur la formation des trous noirs et les singularités associées de l'espace-temps,,. Il a également montré que, contrairement à ce qui avait été prévu, des singularités qui ne sont pas cachées dans un trou noir peuvent également se produire. Cependant, il a ensuite montré que ces « singularités nues » sont instables.
En 2000, Christodoulou a publié un livre sur les systèmes d'équations aux dérivées partielles dérivant d'un principe variationnel (ou « principe d'action »). En 2007, il a publié un livre sur la formation des ondes de choc dans les 3 dimensions des fluides. Il a publié en 2009 un livre contenant un résultat qui vient en complément de la preuve de stabilité : à savoir, qu'un flux suffisamment fort d'ondes gravitationnelles entrantes conduit à la formation d'un trou noir.

## Prix et distinctions
Christodoulou est lauréat en 1999 du Prix Bôcher décerné par l'American Mathematical Society. La citation du Prix Bôcher mentionne son travail sur le champ scalaire sphériquement symétrique ainsi que son travail sur la stabilité de l'espace-temps de Minkowski. En 2008, il a reçu le prix Tomalla (en) pour les recherches sur la gravitation. En 2011, avec Richard S. Hamilton il reçoit le Prix Shaw en sciences mathématiques « pour leurs travaux novateurs sur les équations aux dérivées partielles non linéaires en géométrie de Lorentz et riemannienne et leurs applications à la relativité générale et à la topologie ». La citation de Christodoulou mentionne son travail sur la formation des trous noirs en ondes gravitationnelles ainsi que ses travaux antérieurs sur le champ scalaire auto-gravitant avec symétrie sphérique et son travail avec Klainerman sur la stabilité de l'espace-temps de Minkowski. 
Christodoulou est membre de l'Académie américaine des arts et des sciences et de l'Académie nationale des sciences. En 2012, il est devenu fellow de l'American Mathematical Society. En 2014, il a été conférencier plénier au congrès international des mathématiciens à Séoul. Depuis 2016 est également membre de l'Academia Europaea.